# Giao tranh tại Fréteval
Giao tranh tại Fréteval là một hoạt động quân sự trong cuộc tấn công vào Pháp của quân đội Đức trong các năm 1870 – 1871, đã dễn ra từ ngày 14 cho đến ngày 15 tháng 12 năm 1870, gần ngôi làng Fréteval của Pháp. Trong cuộc giao chiến quyết liệt này, một quân đoàn thuộc quân đội Phổ dưới quyền chỉ huy của Friedrich Franz II, Đại Công tước xứ Mecklenburg-Schwerin đã tranh giành Fréteval với một lực lượng thuộc Binh đoàn Loire của quân đội Pháp dưới quyền chỉ huy của tướng Antoine Chanzy, song không bên nào nắm được lợi thế. Trận đánh đã thể hiện khả năng chiến đấu hiệu quả của các lực lượng của Chanzy, với ưu thế rất lớn về mặt quân số so với quân lực của Mecklenburg. Tuy nhiên, kể từ ngày 15 tháng 12, quân đội của Mecklenburg được tăng viện ở bên trái, và trước tình hình đó Chanzy cuối cùng đã tiến hành cuộc triệt thoái tới Le Mans.
Vào ngày 11 tháng 12 năm 1870, với thất bại trong nhiều ngày kịch chiến với đoàn quân Phổ do Đại Công tước xứ Mecklenburg trong trận Beaugency, tướng Chanzy của Pháp bắt đầu tiến hành một cuộc triệt binh. Vào ngày 12 tháng 12, khi biết được rằng Chanzy bắt đầu rút quân về hướng tây bắc, người Đức đã tiến hành truy kích. Nhưng, Chanzy đã đánh lừa được quân Đức: họ tưởng rằng ông sẽ chạy đến Tours, nhưng thật ra ông ta kéo quân đến một vị trí vững mạnh hơn vị trí mà ông ta đã bỏ, trên con đường trực tiếp đến Paris. Tại đây, ông có thể nhận quân tiếp viện từ phía tây. Quân của Chanzy đã triệt thoái trong tình cảnh khó khăn, và hứng chịu thiệt hại nặng nề trong các cuộc chặn hậu của mình. Tuy nhiên, do sự cẩn trọng của lực lượng kỵ binh Đức, người Pháp đã đến được các vị trí phòng ngự mới của mình trên sông Loir, cả từ hai bên Vendôme, vào ngày 13 tháng 12 năm 1870. Và, vào ngày 14 tháng 12: quân đội của Mecklenburg đã tiếp cận với quân Pháp vốn đang án ngữ tại một vị trí quan trọng nằm ở ngoại ô thành phố nhỏ Fréteval. Vị trí này nằm ở bờ tây của sông Loir, có rừng Fréteval ở phía sau và bên trái, rừng Marchenoir ở bên phải, và sông Loir ở phía sau. Quân Pháp cũng đã thiết lập các khẩu đội pháo ở những vị trí thuận lợi, và bố trí nhiều xạ thủ bắn tỉa ở rừng. Quân Đức và Pháp chiếm giữ các ngọn đồi từ hai bên, và nã đạn vào nhau qua thung lũng.
Cuộc giao chiến đã bùng nổ không lâu sáu giờ chiều ngày 14 tháng 12 năm 1870, khi một thiếu tá Đức, vốn đã được một số tù binh thông báo rằng khu vực này đã bị bỏ lại, dẫn một toán long kỵ binh vào Fréteval thì bất ngờ bị nã đạn dồn dập và buộc phải triệt thoái. Ít lâu sau đó, quy mô của trận đánh đã được mở rộng. Trong ngày hôm đó, với hai đại đội, người Đức đã đánh chiếm được làng Fréteval sau một cuộc giao tranh bằng lưỡi lê, nhưng không thể giữ được ngôi làng do vị trí bất lợi. Màn đêm buông xuống đã chấm dứt trận giao chiến, và không bên nào chiếm được ưu thế tuyệt đối. Ngày hôm sau (15 tháng 12), quân Đức và quân Pháp tiếp tục khai chiến, song không thể nào giành được một thắng lợi quyết định. Mecklenburg cảm thấy khó thể đánh đuổi Binh đoàn Loire ra xa Paris hơn nữa, và tình hình cho thấy rằng vị trí của quân Pháp tại Fréteval thật quá là vững chãi để có thể bị đánh chiếm. Nhưng, may mắn cho viên chỉ huy quân đội Đức, ông không phải làm điều đó. Sau khi Blois thất thủ vào ngày 13 tháng 12, Quân đoàn X thuộc Binh đoàn thứ hai của Vương quốc Phổ do Hoàng thân Friedrich Karl chỉ huy đã tiến đánh Vendôme và giành được chiến thắng trong trận Vendôme vào ngày 16 tháng 12. Quân đoàn III của Đức cũng đến bên cánh trái của quân Pháp và bắt đầu gây áp lực cho họ vào ngày 115 tháng 12. Cuộc bại trận tại Vendôme đã buộc quân Pháp phải rút lui khỏi vị trí phòng ngự cứng rắn hơn của họ ở Fréteval vào ngày 16 tháng 12. Giờ đây, quân đội Đức đã thiết lập một chiến tuyến kéo dài từ Cloyes và Morée ở phía bắc, qua Vendôme, đến Blois về phía đông nam. Trong khi đó, quân đội Pháp tiến hành cuộc rút lui về Le Mans, từ bỏ mọi hy vọng yểm trợ cho Tours.